# 볼리바르주 (베네수엘라)

볼리바르 주의 위치

볼리바르주(스페인어: Estado Bolívar)는 베네수엘라 남부에 위치한 주로 주도는 시우다드볼리바르이며 면적은 238,000km2, 인구는 1,620,359명(2010년 6월 30일 기준)이다. 1901년에 신설되었으며 11개 지방 자치체를 관할한다. 북쪽으로는 과리코 주와 안소아테기 주, 모나가스 주, 델타아마쿠로 주, 서쪽으로는 아푸레 주, 남서쪽으로는 아마소나스 주와 접하며 남쪽으로는 브라질, 동쪽으로는 가이아나와 국경을 접한다.  

## 같이 보기
- 베네수엘라의 주